# Eurysternus obliteratus
Eurysternus obliteratus är en skalbaggsart som beskrevs av François Génier 2009. Eurysternus obliteratus ingår i släktet Eurysternus och familjen bladhorningar. Inga underarter finns listade i Catalogue of Life.